# Ramazick
Ramazick est un festival musical de plein air ayant lieu à Rodez dans l'Aveyron. Il a été créé en 1992 à l'initiative des habitants des quartiers de Saint-Éloi et de Ramadier (Rama renvoie au quartier Ramadier et Zick signifie Musique). Il réunit des populations de la ville, du département et de la France tout entière. Il a lieu chaque été, généralement le premier week-end du mois de juillet.

## Historique
C'est un rendez-vous qui, au fil des ans, a su se faire un nom grâce à la mobilisation sans faille de trois générations d'ados et d'adultes du quartier, réunis au sein de l'association Delta jeunes, aujourd'hui présidée par David El Yacoubi. « Tout a commencé quand, à l'époque - et ce n'était pas encore la mode - nous organisions des repas de quartier. Les jeunes passaient des disques pour l'animation musicale. Mais ils se sont lassés au bout de quelques années et, après que je les ai amenés à Toulouse pour voir comment se passait le festival "Racines", ils m'ont dit que c'était une manifestation de ce genre qu'ils voulaient organiser. On a donc bossé là-dessus et c'est ainsi que Ramazick est né », se souvient Djamel Bouzerara, coordinateur jeunesse au centre social Saint-Éloi et, même s'il a pris du recul par rapport à l'organisation - « Il faut laisser la place aux jeunes pour qu'ils s'impliquent et s'approprient Ramazick », explique Djamel - cheville ouvrière du festival.

## Un Festival Interculturel et multigénérationnel
Le Festival est un « événement populaire » dans le quartier afin de « mélanger les cultures » et permettre à chacun de partir à la découverte de l'autre. « Mais il est bien évident que Ramazick ne s'adresse pas qu'aux seuls habitants du quartier. C'est un festival ouvert à toutes les générations et à toutes celles et ceux qui veulent passer un moment convivial », assurent les Responsables, habitants du quartier.
Un quartier, une grande famille
Le quartier Saint Eloi-Ramadier est une petite planète où chacun a le sentiment de faire partie de la même famille. Algérie, Espagne, France, Maroc, Pologne, Portugal, Sri-Lanka, et bien d’autres vivent Ensemble, sur une même terre. Voilà la réussite d'un quartier où chacun se sent Ruthénois de cœur tout en restant fier de ses origines. Marc Censi, ancien Maire de Rodez, a souligné « l’exceptionnelle vitalité du quartier » tout en ajoutant que « Sans vous, Rodez ne serait pas tout à fait Rodez. On rencontre ici tous les pays et toutes les cultures et c'est là un formidable enrichissement ! ».
Preuve d'une ouverture réussie, la moitié des bénévoles d'aujourd'hui ne sont pas de Saint-Éloi.

## Gérance et budget
Le Festival de hip-hop Ramazick est organisé par le Centre Social Saint-Éloi/Ramadier et l'Association Delta Jeunes. Il est subventionné par la ville de Rodez, le Conseil régional de Midi-Pyrénées, la Communauté d'agglomération du Grand Rodez, par des fonds d'action sociale à l'intégration et à la lutte contre la discrimination et par des opérateurs privés.
Pour l'année 2008, Christian Teyssèdre, maire de Rodez, a accordé une aide de 7 000 €, sur un budget global de 60 000 €.

## Précédentes éditions
- 1998 - 22/08/1998

Les Ballets Bantous proposent un spectacle africain avec chorégraphie et percussions, les Bush Doctor's, des rythmes reggae et A Styx, du rap. De quoi chauffer les airs avant que Bill Thomas n'entre en scène. Ce bluesman longiligne et séduisant, pudique et attachant est un Texan pour qui le blues est affaire de vibrations et d'émotions. Enfin, c'est Shaï no Shaï qui clôtura la soirée.
- 1999 - 29/08/1999

Marquée par le mauvais temps, cette édition a réuni TouréTouré (combo africain), Hedge Hogs (pop-rock et musique irlandaise), Tarace Boulba (collectif de 30 musiciens, issus des rangs de la Mano Negra, des Négresses vertes et d'ailleurs) et Lone Kent.
- 2000 -  07/07/2000

Concert interculturel avec Les Bush Doctors d'Onet (mélange de reggae, raï, funk et jazz), Positive Roots Band de Toulouse (reggae), qui ont fait la première partie de Sinsemilia ; Jam Session Bandia (ragga, hip-hop oriental), qui a fait la première partie de Zebda au Zénith et a été révélé au Printemps de Bourges 2000, et, enfin, Les Naufragés de Montpellier (rock festif).
- 2002 - 05/07/2002

Cette année est marquée par la présence d'Eric Clapton, John Lee Hooker, B. B. King, Mathieu Hill (batterie), Vodoux (harmonica) et Vincent Castagnié (basse), de Tri Yann, la tête d'affiche du festival. Et pour terminer  le groupe de musique ska festif Steevo's Tenn. 
- 2003 04/07/2003

Exceptionnellement le Festival a lieu à la Salle des Fêtes de Rodez. Il est marqué par la venue de Sniper réunissant ainsi, sur deux jours près de 15 000 personnes. Il y avait aussi un Groupe Ruthénois de rock alternatif, Les Rebels, des danseurs de haut niveau. Outre Sniper, Orange Street (musique Jamaïcaine), calypso, ska, rocksteady, early reggae, dub, rub-a-dub ; Fenomen, un groupe composé de jeunes originaires de Sainte-Radegonde, Watcha Clan, six Marseillais proposent un melting-pot reggae jungle visuel et sonore, mélange de sonorités chaleureuses et de danse, Cheb Bilal avec du raï des cabarets orientaux avec des textes en arabe et en français. Macabo donna la note finale du festival avec ses rythmes africains, mélange de jazz, funk, blues, reggae et rap.
- 2004 et 2005

Éditions annulées
- 2006 - 01/07/06

Au programme, le Groupe Estamos Juntos (percu banda brésilienne), Aïci Men L'Hïn, trois musiciens et chanteurs d'Occitanie (avec un répertoire de musiques en occitan, en français, en arabe, en catalan), Les Poulbots, ska rock, et les  Roots Muffin Jobs, une formation née en 2003 et composée de dix musiciens qui proposent une musique métissée.
- 2007 - 30/06/07

Il y avait du Rap avec Calibre XII, du reggae « made in Africa » avec Thomso, du rock occitan à l'accent brésilien avec les Femmouzes T., du reggae ragga occitan très énergique avec Mauresca Fracàs Dub.
- 2008 - 04/07/08

Cette année, ce sont les Lyonnais de Zenzila et les rappeurs ch'tis du Ministère des Affaires Populaires (MAP pour les intimes) en tête d'affiche (sans oublier Tolédano Flamenco à l'apéro et les Ruthénois de Dual Kords en ouverture du concert).

## Un repas, des concerts et des stands
Dans la journée, de nombreuses activités pour les enfants et adolescents sont proposées. Par la suite, un apéro-concert est proposé suivis d'un grand pique-nique en plein-air et cette journée de festivité se cloture par ces fameux concerts. Très souvent, des stands de préventions de tout genre (MST, conduite et alcool, sensibilisation aux conflits mondiaux, etc.) sont présents et permettent un enrichissement personnel.

## Hommage de Jacques Chirac
En récompense « de son investissement dans cette association qui œuvre en faveur des jeunes d'un quartier, et notamment dans le cadre du Festival Ramazick », Jacques Chirac, président de la République française, a invité le directeur de Delta Jeunes à la Garden-party de 2003.

## Comment venir
- Par la route

Depuis Rodez - centre ville ou périphérie - prendre direction Saint-Éloi, l'esplanade se situant juste à côté du centre de secours du Grand-Rodez
- Par le train

Gare de Rodez (1 km)
- Par les airs

Aéroport de Rodez-Marcillac (10 km)